# 위다드 AC

위다드 애슬레틱 클럽(영어: Wydad Athletic Club, 아랍어: نادي الوداد الرياضي)은 카사블랑카를 연고로 하는 모로코의 축구 클럽으로 흔히 위다드 카사블랑카라고 부르기도 한다. 위다드는 아랍어로 "사랑"을 뜻한다.
농구, 복싱, 수구, 육상, 축구, 레슬링, 사이클, 핸드볼, 배드민턴, 필드하키 등 20개 종목을 운영하는 스포츠 클럽이며 카사블랑카를 연고로 하는 팀 라자 카사블랑카와 라이벌 관계에 있다.

## 성적

### 국내 대회
- 보툴라(리그): 우승 21회 (1947-48, 1948-49, 1949-50, 1950-51, 1954-55 ,1956-57, 1965-66, 1968-69, 1975-76, 1976-77, 1977-78, 1985-86, 1989-90, 1990-91, 1992-93, 2005-06, 2009-10, 2014-15, 2016-17, 2018-19, 2020-21)
- 쿠투 뒤 투롱: 우승 9회 (1970, 1978, 1979, 1981, 1989, 1994, 1997, 1998, 2001)

### 국제 대회
- CAF 챔피언스리그: 우승 2회 (1992, 2017)
- CAF 컵위너스컵: 우승 1회 (2002)
- CAF 슈퍼컵: 우승 1회 (2018)
- 아프로 아시안 클럽 챔피언십: 우승 1회 (1993)

### 지역 대회
- 아랍 챔피언스리그: 우승 1회 (1989)
- 아태 김대중컵: 우승 1회 (1992)
- 모하메드 5세 컵: 우승 1회 (1979)
- 북아프리카 선수권 대회: 우승 3회 (1948, 1949, 1950)
- 북아프리카 컵: 우승 1회 (1949)

## 선수 명단

### 현역
참고: FIFA 자격 규정에 따라 소속된 국가대표팀 국기를 표시합니다. 선수는 복수의 FIFA 비회원국 국적을 가지고 있을 수 있습니다.
| 번호 | 포지션 | 국적              | 이름              |
| ---- | ------ | ----------------- | ----------------- |
| 4    | FW     | 남아프리카 공화국 | 템비엔코지 로르히 |
| 7    | MF     | 마르티니크        | 미카엘 말사       |

| 번호 | 포지션 | 국적              | 이름            |
| ---- | ------ | ----------------- | --------------- |
| 21   | FW     | 남아프리카 공화국 | 카시우스 메일라 |
| -    | FW     |                   | 레난 비아나     |

## 역대 감독
| 감독                | 임기      |
| ------------------- | --------- |
| 조르반 비에이라     | 1984      |
| 에자키 바두         | 1995~1996 |
| 에자키 바두         | 1998~2000 |
| 넬루 빙가다         | 2007      |
| 에자키 바두         | 2008~2010 |
| 베니토 플로로       | 2012      |
| 에자키 바두         | 2012~2013 |
| 존 토샥             | 2014~2016 |
| 세바스티엥 드사브르 | 2016~2017 |
| 후세인 아무타       | 2017~2018 |
| 파우지 벤자르티     | 2018      |
| 파우지 벤자르티     | 2018~2019 |
| 세바스티앵 드사브르 | 2020      |
| 파우지 벤자르티     | 2020~2021 |
| 왈리드 레그라기     | 2021~2022 |
| 후세인 아무타       | 2022~2023 |
| 아지즈 벤 아스카르  | 2024 ~    |